# James Bowman (giocatore di curling)
James Langstaff Bowman (Thornhill, 6 ottobre 1879 – Dauphin, 14 settembre 1951) è stato un giocatore di curling canadese.

## Biografia
Partecipò ai III Giochi olimpici invernali edizione disputata a Lake Placid (Stati Uniti d'America) nel 1932, riuscendo ad ottenere la prima posizione nella squadra canadese con i connazionali Robert Pow, Errick Willis e William Burns, partecipando per Manitoba.
Nell'edizione le altre due nazionali canadesi si classificarono seconda e terza. La competizione ebbe lo status di sport dimostrativo